# Bombardier Flexity

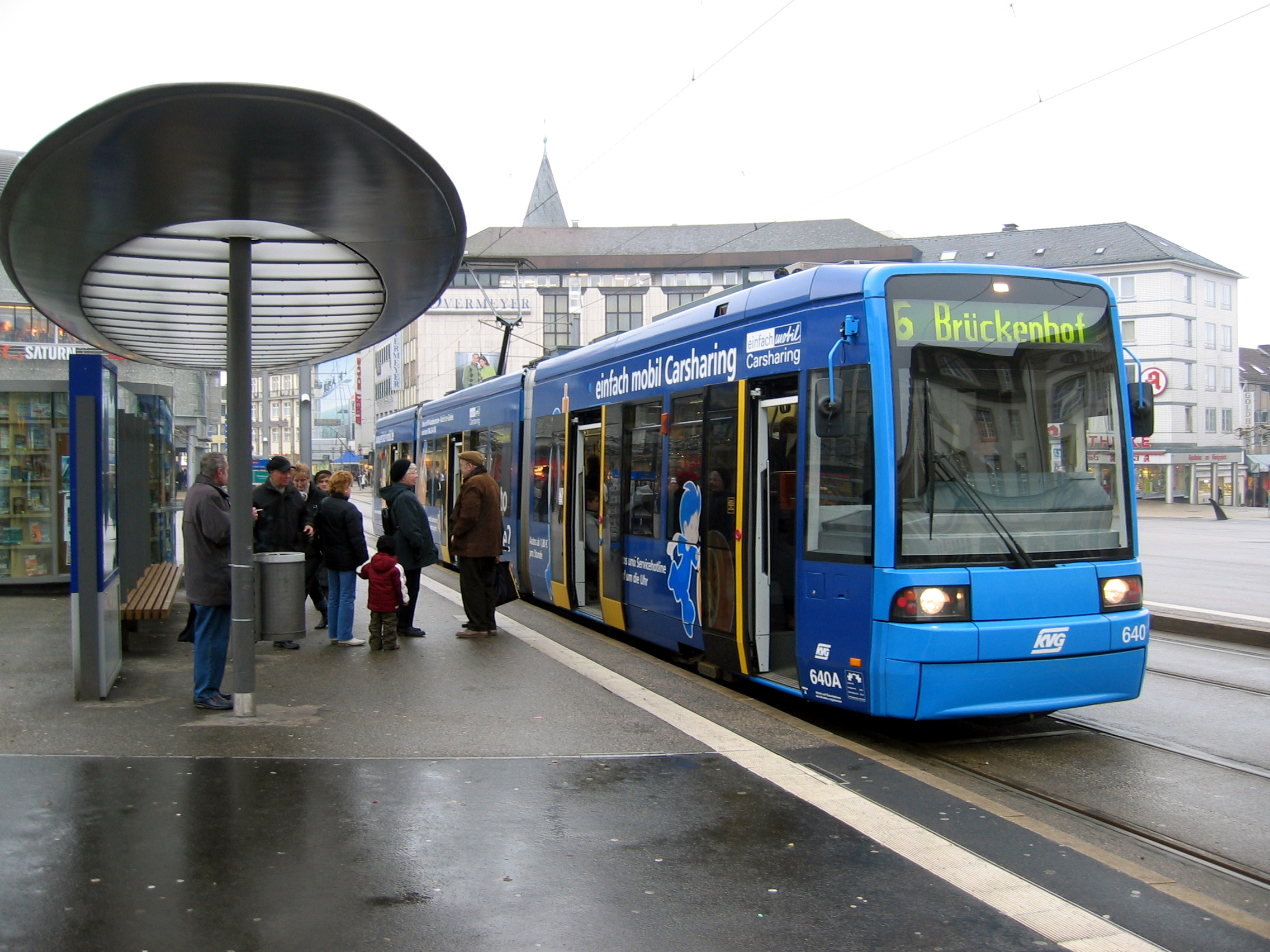
Flexity Classic in Kassel

Unter der Bezeichnung Flexity vermarktet die Firma Alstom, bis Januar 2021 Bombardier Transportation, ihre Schienenfahrzeuge für den städtischen Nahverkehr. Im Moment werden unter dieser Bezeichnung verschiedene Straßen- und Stadtbahntypen subsumiert, die sich nicht nur äußerlich, sondern auch technisch stark unterscheiden.

## Straßenbahnfahrzeuge

### Flexity Classic
Der Flexity Classic ist eine Familie von Teilniederflur-Straßenbahnwagen, die vorwiegend in Deutschland eingesetzt werden. Die Verkehrsbetriebe in Dresden, Frankfurt am Main und Dortmund sind die größten Kunden in Deutschland. Die Einheiten sind Drehgestellgelenkwagen, die Lage der Gelenke ist variabel. Über den Triebdrehgestellen ist der Wagenboden um eine Stufe angehoben. 

### Flexity Outlook

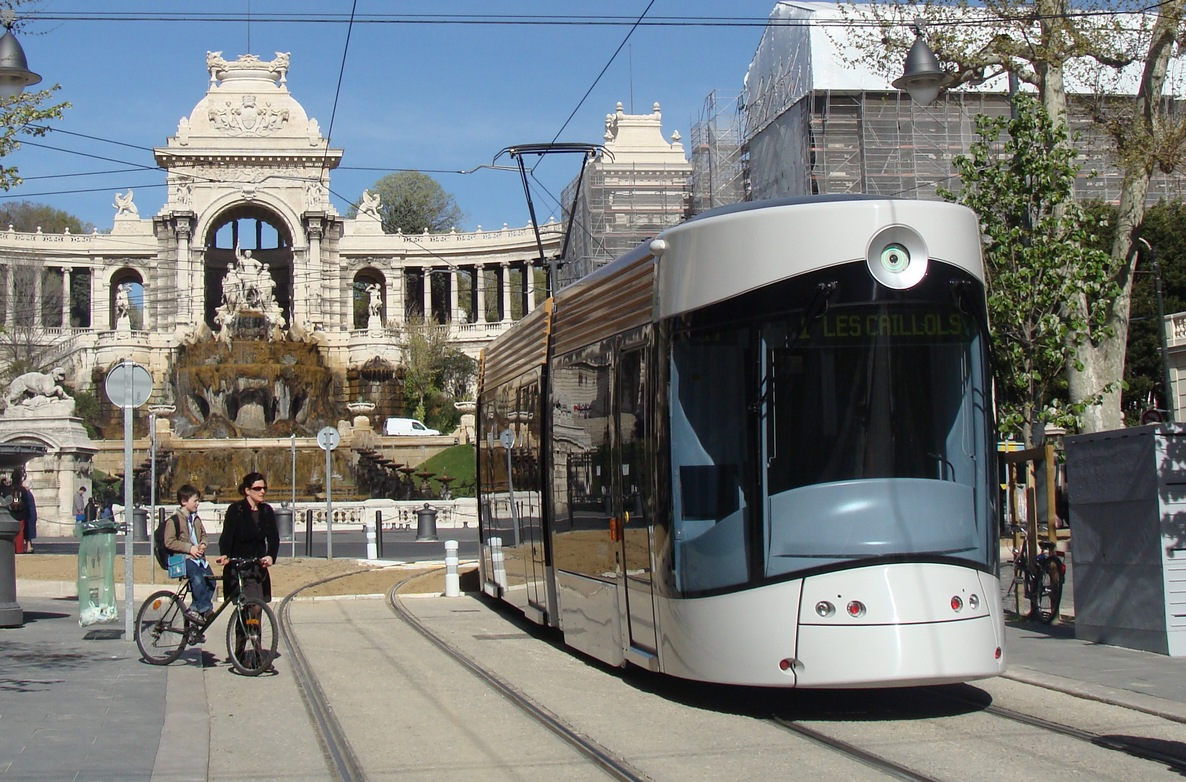
Flexity Outlook C in Marseille

Unter der Bezeichnung Flexity Outlook werden zwei verschiedene 100-%-Niederflur-Multigelenkbauarten zusammengefasst:
- Zum einen der Cityrunner, der nun als Flexity Outlook C bezeichnet wird und erstmals 2000 in Graz zum Einsatz kam. Die Fahrzeugserie ist im deutschsprachigen Raum neben Graz in Augsburg, Innsbruck, Krefeld und Linz verbreitet, findet sich aber auch in Brüssel, Eskişehir, Genf, Łódź, Marseille, Palermo und Valencia/Alicante.
- Auch die Eurotram fällt in diese Kategorie und wird als Flexity Outlook E vermarktet. Sie ist in erster Linie aus Straßburg bekannt, kommt allerdings auch in Mailand und Porto zum Einsatz.

### Flexity Berlin

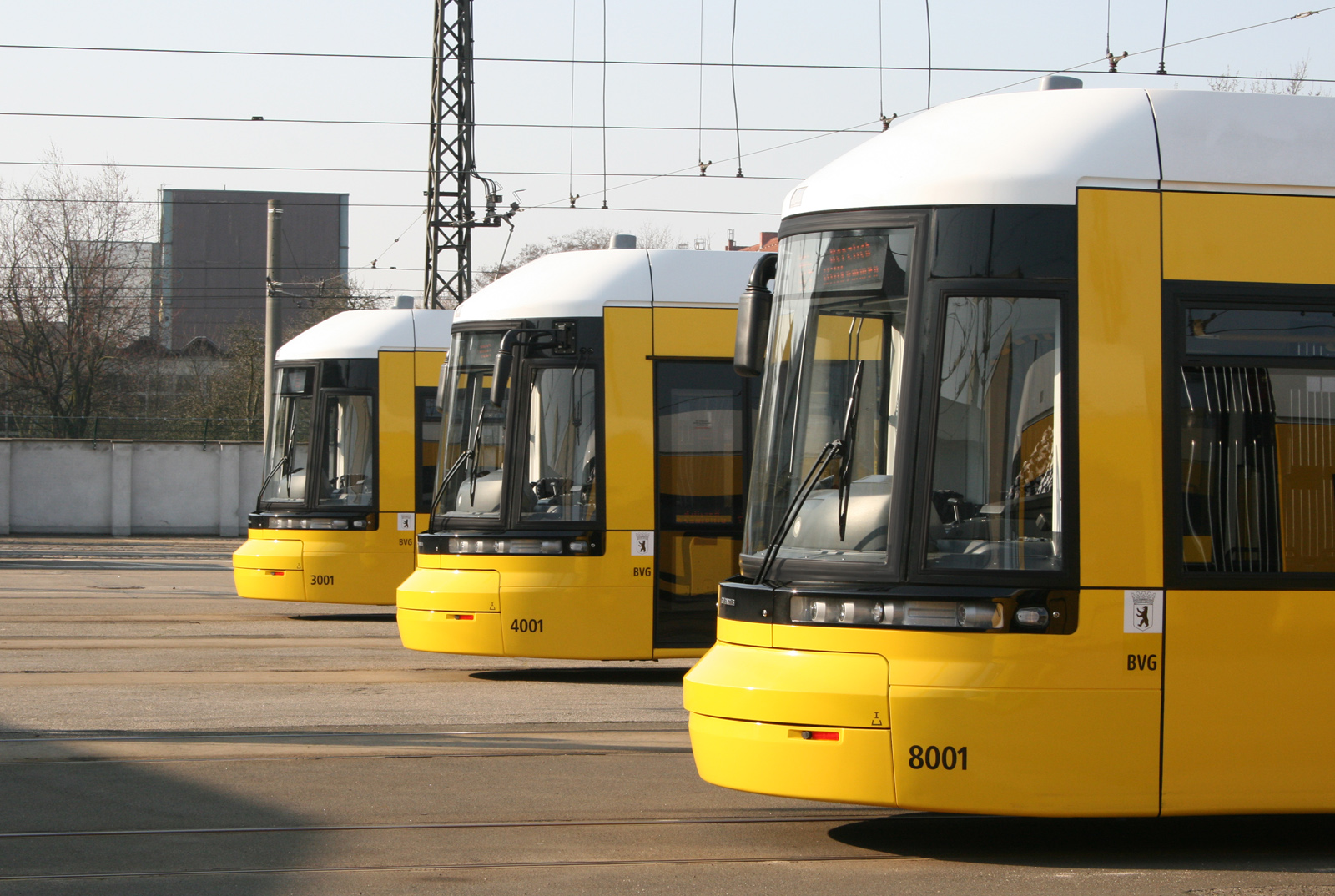
Flexity Berlin

Für die Berliner Verkehrsbetriebe (BVG) wurde von Bombardier aus dem Incentro der eigens an die Berliner Bedürfnisse angepasste Flexity Berlin konstruiert. Dabei handelt es sich um 100 % niederflurige Multigelenkwagen, welche in vier verschiedenen Konfigurationen (Einrichtungs- bzw. Zweirichtungsfahrzeuge mit 30,8 bzw. 40 m Länge) gefertigt wird. Das Design der Fahrzeuge wurde speziell für Berlin entworfen und soll an den Bauhausstil angelehnt sein. Nach vier Vorserienfahrzeugen in den genannten unterschiedlichen Varianten 2008 wurde die erste Tranche mit 99 Fahrzeugen bis 2012 ausgeliefert. Es wurden alle 210 Fahrzeuge aus dem im Jahr 2006 vereinbarten Rahmenvertrag bestellt, die bis 2020 ausgeliefert werden sollten. Darüber hinaus wurde die Lieferung weiterer Fahrzeuge vereinbart, so dass im Dezember 2022 schließlich das 231. Fahrzeug in Betrieb genommen werden konnte. Zwei zusätzliche Fahrzeuge aus der Berliner Serie wurden von der Strausberger Eisenbahn bestellt und werden dort seit 2013 eingesetzt.

### Flexity 2

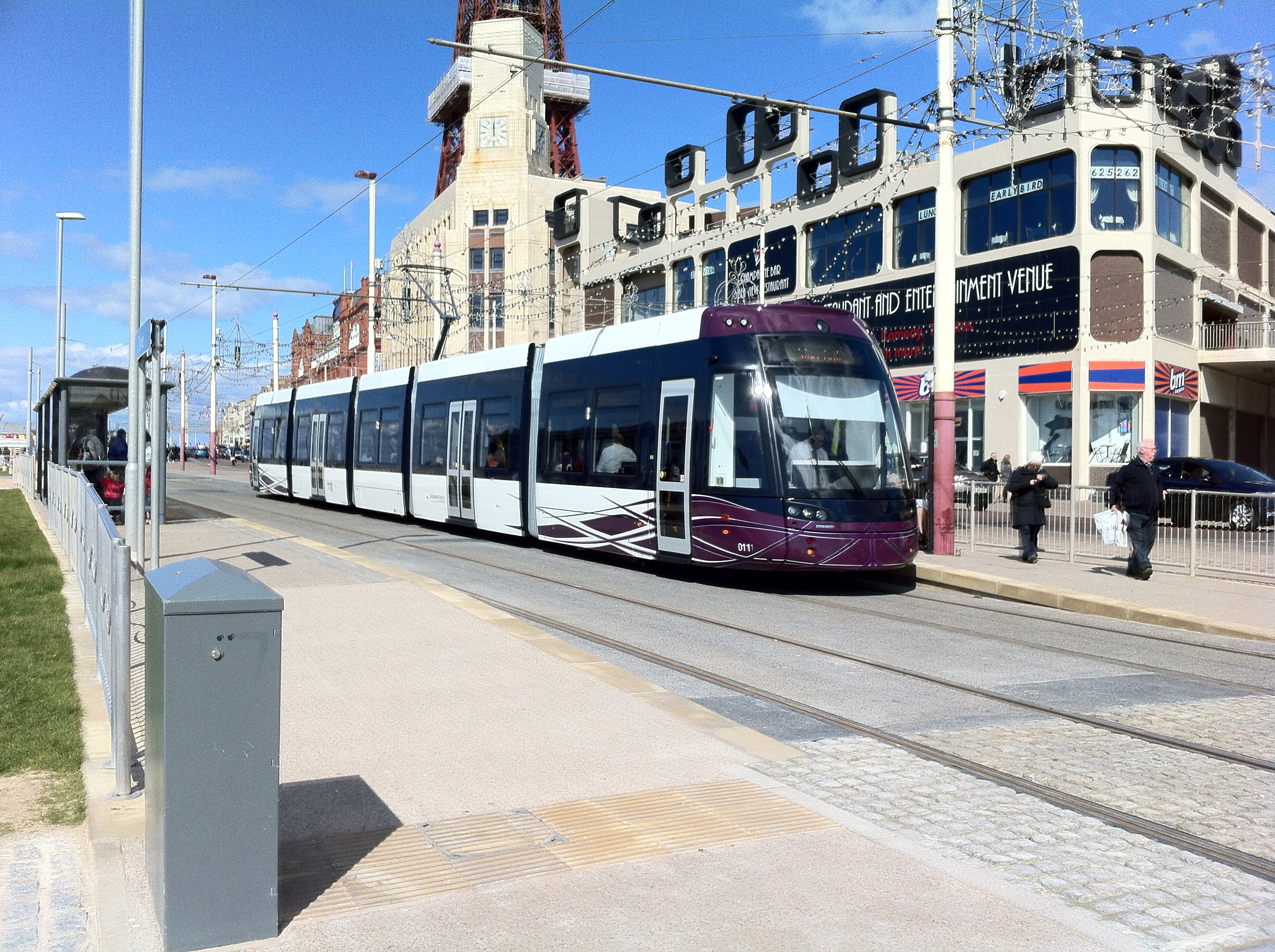
Flexity 2 in Blackpool

Die Flexity 2 sind eine weiterentwickelte Version der zu 100 % niederflurigen Multigelenkwagen von Bombardier Transportation, die im Jahre 2009 vorgestellt wurde. Erstkunde ist die Straßenbahn Blackpool in England. Ab dem dritten Quartal 2014 werden auch 61 Fahrzeuge unter dem Namen „Flexity Basel“ an die Basler Verkehrs-Betriebe geliefert.

### Flexity Freedom
Für den nordamerikanischen Markt bietet Bombardier Transportation die Fahrzeugfamilie Flexity Freedom an, die im Oktober 2011 vorgestellt und parallel zum Flexity 2 entwickelt wurde. Auch diese Wagen sind durchgehend niederflurige Multigelenkwagen. Bei der Konstruktion wurde besonders auf die Erfüllung von kanadischen und US-amerikanischen Normen geachtet. Diese Fahrzeugfamilie soll in Nordamerika produziert werden.

### Flexity Wien

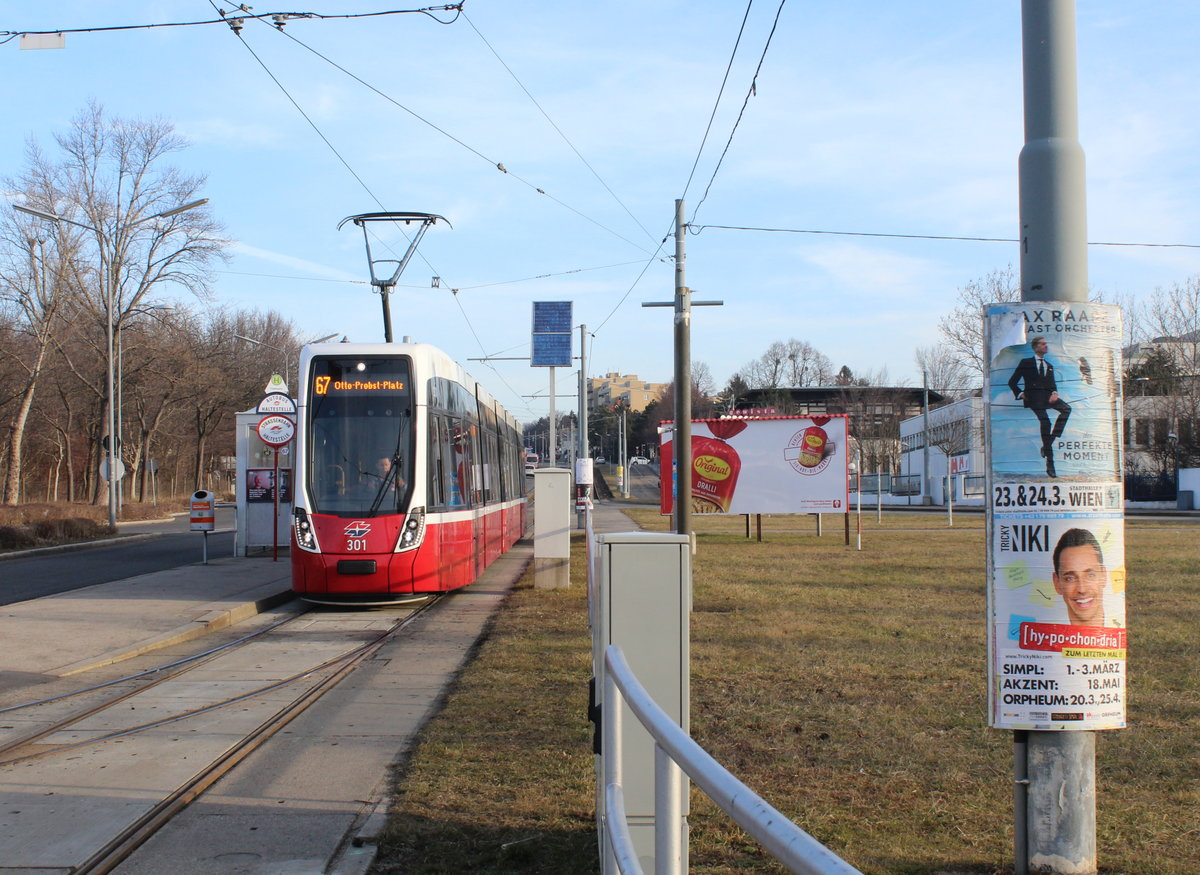
Flexity Wien

Die Bauart Flexity Wien ist bei den Wiener Linien der Nachfolger des ULFs. Ende 2018 nahmen die ersten Fahrzeuge den regulären Betrieb auf der Linie 67 auf. Auch diese Einheiten sind durchgehend niederflurige Multigelenkwagen mit einer Einstiegshöhe von 215 Millimetern. Im März 2025 sind 100 Triebwagen im Bestand der Wiener Linien. Bis 2026 werden 146 (optional 10 weitere) neue Wagen an die Wiener Linien ausgeliefert.

### Flexity Citytram Low-Floor
Der Typ Flexity Citytram wurde nur für die Straßenbahn Dresden gebaut. In dieser Variante verfügt er sowohl über Drehgestelle als auch ein nicht ausdrehbares Laufwerk. Die Fahrzeuge sind nur teilweise niederflurig und haben besonders breite Fenster.

## Stadtbahnwagen

### Flexity Swift

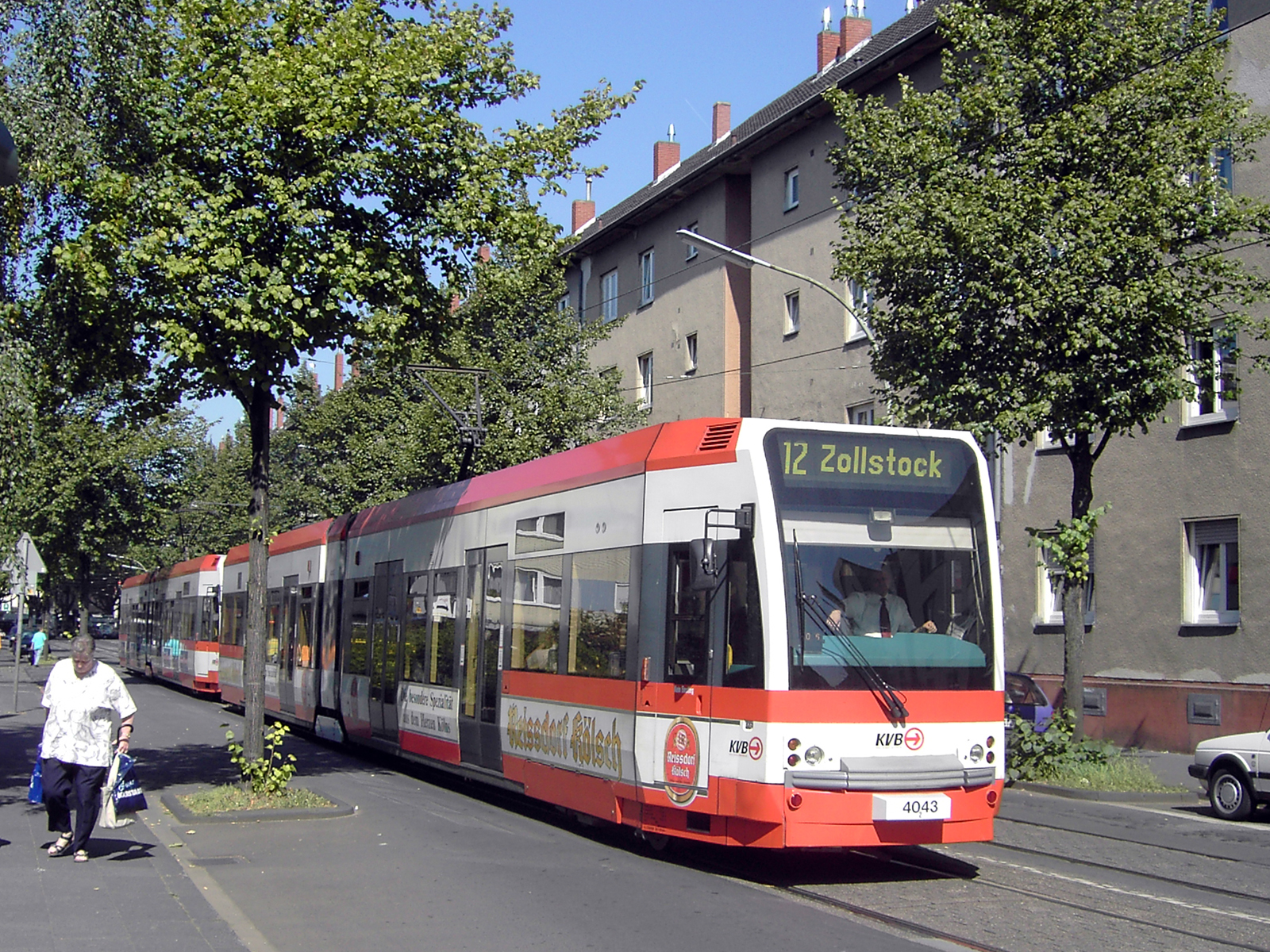
Flexity Swift in Köln

Die Flexity Swift sind eine Familie von Stadtbahnwagen, die sowohl in Niederflur- als auch in Hochflurvariante angeboten wird. Dieser Fahrzeugtyp kam erstmals 1995 bei den Kölner Verkehrs-Betrieben (KVB) zum Einsatz, heute wird er unter anderem bei Verkehrsbetrieben in Köln, Bonn, Bursa, Frankfurt am Main, Istanbul, London-Croydon, Minneapolis, Rotterdam, Stockholm, Heilbronn und Karlsruhe eingesetzt. Die Einheiten sind Gelenkwagen mit einem Portal über dem mittleren Laufdrehgestell. Dieses ist bei den Niederflurwagen ein Losraddrehgestell. Über den Triebdrehgestellen an den Wagenenden liegt der Wagenboden höher, diese Bereiche sind über eine Stufe zugänglich.

### Flexity Link
Bei den Flexity Link handelt sich um sogenannte Tram-Train-Fahrzeuge, also Straßenbahntriebwagen, die sowohl im innerstädtischen Straßenbahnnetz als auch im regionalen Eisenbahnnetz verkehren können. Dies ermöglicht, eine entsprechende Infrastruktur vorausgesetzt, eine optimale Anbindung der Region an die Innenstädte. Derzeit sind 28 Triebwagen vom Typ Flexity Link bei der Saarbahn im Großraum Saarbrücken im Einsatz.